# Het gouden kompas (trilogie)
Het gouden kompas (His Dark Materials) is een trilogie geschreven door Philip Pullman, bestaande uit Het Noorderlicht (Engels: 1995, Nederlands: 1996), Het listige mes (Engels: 1997, Nederlands: 2002), en De amberkleurige kijker (Engels: 2000, Nederlands: 2002). In het Engels is in 2003 een boekje verschenen onder de titel Lyra's Oxford, met daarin een kort verhaal over de zestienjarige Lyra en extra dingen uit haar wereld zoals een uitvouwbare kaart van Oxford.
In Nederland is na de verschijning van de film de trilogie ook in één bundel te koop onder de titel De Noorderlicht Trilogie. In die bundel heet het eerste boek Het gouden kompas.
BBC Radio 4 en de RTÉ hebben beiden in 2003 een hoorspel van Het gouden kompas gemaakt.
In Engeland zijn er theatervoorstellingen opgevoerd (2003-2004), en in december 2007 kwam de film van het eerste boek in de bioscopen. In 2019 bracht de BBC in samenwerking met HBO een eerste seizoen van een nieuwe tv-serie uit. Het tweede seizoen volgde in 2020, het derde in 2023.

## De trilogie

### Het Noorderlicht
Het verhaal speelt zich af in een andere parallelle wereld. De lezer volgt Lyra Belacqua. Ze woont in Oxford, maar als een van haar vrienden wordt ontvoerd besluit ze hem te redden en gaat ze op reis, ontmoet ze heksen en geharnaste beren, en eindigt in het koude noorden bij het noorderlicht.
Lyra en haar daemon Pantalaimon maken een groot avontuur mee als ze moeten vluchten voor Mevrouw Coulter, de leider van de "lokkers". De beste vriend van Lyra is meegenomen door de lokkers en Lyra wil absoluut Roger terugvinden.
Door haar reis met de zigeuzen leert ze een grote beer kennen, Iorek Byrnison. Hij had een belofte met haar, namelijk samen alle ontvoerde kinderen gaan zoeken, samen strijden met de heksen, zigeuzen en alle andere pantserberen tegen de slechten.
Met de alethiometer (waarheidsmeter) die alleen de waarheid zegt komen ze allerlei dingen te weten. Zo vond ze een jongetje terug in een verlaten dorp. De lokkers hebben zijn dæmon weggesneden, Lyra was jammer genoeg te laat.
Lyra is niet alleen slim, maar ook heel moedig. Ze heeft grote gevaren moeten doorstaan om haar beste vriend te redden. Ook komt ze te weten dat haar ouders helemaal niet dood zijn. Haar moeder is de leider van de lokkers. Haar vader is Lord Asriel.

### De amberkleurige kijker
Lyra ontmoet de natuurkundige Mary Malone in Wills wereld, waarna ook zij betrokken raakt en in andere werelden op onderzoek uitgaat. Lyra en Will gaan op reis naar de wereld van de doden om te spreken met een overleden vriend van Lyra, terwijl Lord Asriel, Lyra's vader, een oorlog ontketent tegen God.

## Lyra's wereld
In de wereld die wordt geïntroduceerd in het eerste boek, merk je al direct dat er een aantal verschillen zijn met onze wereld. De eerste paar woorden van hoofdstuk 1, boek 1, luiden namelijk "Lyra en haar dæmon liepen door de schemerige hal...".

### Dæmonen
Ieder mens heeft een dæmon - een representatie van je ziel in de vorm van een dier. Tot je de puberteit hebt bereikt, kan de dæmon van vorm veranderen. De vorm hangt vaak af van hoe je je voelt, maar kan ook dienen om je zelfverzekerder te voelen. Als iemand de puberteit heeft bereikt, krijgt de dæmon een vaste vorm en kan dus niet meer veranderen. Deze vaste vorm weerspiegelt de persoonlijkheid van zijn/haar mens.
Dæmonen kunnen maar een paar tiental meter van hun mens weglopen, een soort band houdt ze tegen.
Dæmonen kunnen praten, zowel met mensen als met elkaar. Af en toe gebeurt het dat een dæmon tegen een andere mens praat. Ook kunnen dæmon en mens elkaars gedachten en gevoelens opvangen.

### Panserbjørns
Panserbjørns zijn geharnaste beren. Ze bewaken Svalbard. Ze hebben een koning. In het eerste deel is de koning eerst Iofur Raknison, hij wordt opgevolgd door Iorek Byrnison. Panserbjørns kun je niet misleiden als ze zich als een beer gedragen. Het woord panserbjørn is Noors voor gepantserde beer. Het harnas van een Panserbjørn is als zijn ziel, zonder is een Panserbjørn niks.